# Mamera (metro de Caracas)
Mamera es una de las estaciones de la Línea 2 del Metro de Caracas.